# Subaru Rex
Subaru Rex (яп. スバル・レックス, хепбёрн Subaru Rekkusu) — кей-кар, выпускавшийся с 1972 по 1992 год японской компанией Subaru. Автомобиль был ориентирован, в первую очередь, на внутренний японский рынок, хотя он также продавался в Европе, Южной Америке, Австралии и Карибском бассейне под названиями Ace, Viki, Sherpa, 500/600/700, Mini Jumbo, Mini Subaru или M60/M70/M80. 
Название «Rex» происходит от латинского слова, означающего «король». С 2022 года индексом Rex обозначается субкомпактный кроссовер, являющийся ребеджинговым вариантом Daihatsu Rocky (A200). 

## Первое поколение
Rex (K21), представленный 15 июля 1972 года, являлся преемником Subaru R-2, который, в свою очередь, являлся преемником Subaru 360.
Первоначально Subaru Rex оснащался двухтактным двигателем EK34 объёмом 356 см3 с водяным охлаждением, который также применялся в R-2. Кузов — двухдверный седан. В феврале 1973 года в модельный ряд был добавлен четырёхдверный седан. Двигатель с однокамерным карбюратором, применявшийся в комплектациях Custom L, Super L и других комплектациях вплоть до Standard, развивал мощность 24 кВт (32 л. с.), в то время как двигатель с двухкамерным карбюратором, применявшийся в комплектации GSR, развивал мощность 27 кВт (37 л. с.). Комплектация TS (Touring Sport) оснащена двигателем мощностью 26 кВт (35 л. с.).
В октябре 1973 года двухтактный двигатель был заменён двухцилиндровым четырёхтактным двигателем объёмом 358 см3 с водяным охлаждением, получившим название EK21. Он развивал мощность 23 кВт (31 л. с.) при 8000 об/мин и крутящий момент 29 Н·м при 6500 об/мин, а также оснащался системой контроля выбросов выхлопных газов SEEC (Subaru Exhaust Emissions Control). После рестайлинга кодовое обозначение было сменено с K21 на K22. Максимальная скорость — 110 км/ч. Трёхдверный двухместный вариант, получивший название K42, был добавлен в модельный ряд в феврале 1974 года. В то же время была добавлена пятиступенчатая механическая трансмиссия Custom5 (до этого автомобили имели только четырёхступенчатую механическую трансмиссию). Двигатель Subaru Rex Van развивал мощность 20 кВт (27 л. с.).
В сентябре 1974 года Subaru Rex прошёл второй рестайлинг. В модельный ряд были включены универсал Subaru Rex Wagon (кодовое обозначение — K26) и фургон «Super L». Четырёхтактный двигатель, применявшийся в Subaru Rex Wagon, развивал мощность 21 кВт (28 л. с.) при 7500 об/мин и крутящий момент 30 Н⋅м при 5700 об/мин. В апреле 1975 года Rex Van получил высокую крышу, а его вместимость стала составлять 4 места для сидения. Это было необходимо в соответствии с японскими правилами для коммерческого транспорта, которые требуют, чтобы пол был полностью ровным при сложенном заднем сиденье. Поскольку двигатель Rex был установлен сзади, низ грузового отсека был достаточно высоким, а это означало, что требовалось больше места для головы, прежде чем можно было установить сиденье. Rex Van выпускался до декабря 1975 года.

В декабре 1975 года двигатели Subaru Rex стали оснащаться системой контроля выбросов SEEC-T (Subaru Exhaust Emission Control — Thermal & Thermodynamic). Мощность стала составлять 28 л. с., а крутящий момент — 28 Н⋅м при 6000 об/мин.
- Вид спереди
- 1975—1976 Subaru Rex Van 360, версия с высокой крышей и расположением двигателя

### 550 см3
В ответ на новые правила для кей-каров, введённые в 1976 году, компания Subaru представила Rex 5 в мае того же года. Двигатель Rex 5 (K23, K43 в версии Van) был двухцилиндровым, с верхним расположением кулачков и системой контроля выбросов SEEC-T. Мощность была увеличена до 23 кВт (31 л. с.) при 6500 об/мин, а крутящий момент — до 37 Н⋅м при 4500 об/мин. Версия Van оснащалась двигателем мощностью 21 кВт (28 л. с.) при 6000 об/мин и крутящим моментом 37 Н⋅м при 4000 об/мин. Комплектации: Standard и Super Deluxe. На экспортных рынках автомобиль назывался Subaru 500.
Rex 550, представленный в мае 1977 года, оснащался двухцилиндровым четырёхтактным двигателем EK23 объёмом 544 см3 с водяным охлаждением. Кодовое обозначение — K24. Коробка передач — четырёхступенчатая механическая. Двигатель развивал мощность 23 кВт (31 л. с.) при 6200 об/мин и крутящий момент 41 Н⋅м при 3500 об/мин. Также в модельный ряд была включена версия Custom L (кодовое обозначение — K44). Двигатель развивал мощность 21 кВт (28 л. с.) при 6000 об/мин и крутящий момент 41 Н⋅м при 3500 об/мин. Максимальная нагрузка на ось составляла всего 200 кг, что на 100 кг меньше, чем у многих конкурентов. Этому противодействовал сравнительно высокий уровень комфорта пассажиров в модели Rex Van.
На многих экспортных рынках Rex 550 назывался Subaru 600.
В марте 1978 года в модельный ряд был добавлен двухдверный седан Swingback. В марте 1979 года Subaru Rex прошёл фейслифтинг, а в октябре того же года в модельный ряд была добавлена модель Family Rex.

В марте 1980 года несколько моделей Rex были оснащены полуавтоматической трансмиссией.
- Subaru 500/600, экспортная версия
- 1979—1981 Subaru Rex 550 AIIG

## Второе поколение
В августе 1981 года Subaru Rex стал переднеприводным, с совершенно новым кузовом и независимой подвеской по всему периметру. Было заявлено, что от предшественника с заднемоторной компоновкой остались только «два шатунных стержня и пепельница». Автомобили оснащались двигателем мощностью 23 кВт (31 л. с.) с двухкамерным карбюратором. Кузова — трёх- и пятидверный хетчбэк. После октября 1983 года автомобили имели функцию подключаемого полного привода по требованию клиентов. Система 4WD включалась электрически путём нажатия встроенного переключателя в верхней части рычага переключения передач. В декабре 1983 года в целях противодействия дополнительному весу системы привода 4WD Rex получил опцию турбонаддува. Версию Rex Dinos, представленную в 1982 году, можно было заказать только по почте.

На европейских рынках автомобиль изначально назывался Subaru 600 или Mini Jumbo. В сентябре 1982 года автомобиль был переименован в Subaru 700, так как он стал оснащаться 665-кубовым двухцилиндровым двигателем мощностью 27 кВт (37 л. с.). Версия с более низким октановым числом развивала мощность 35 л. с. В двигателе применялся однокамерный карбюратор. Максимальная скорость экспортных версий составила 125 км/ч, в то время как максимальная скорость отечественных версий с двигателем мощностью 23 кВт (31 л. с.) составила 110 км/ч. Европейские версии, в отличие от отечественных, были удлинены на 9 см. Диаметр каждого колеса увеличен с 10 до 12 дюймов. В сентябре 1986 года автомобили были сняты с производства.
- 1981—1985 Subaru Rex
- 1985—1986 Subaru Rex U (JDM)
- Rex Combi (Van; JDM)
- Subaru Sherpa Super Deluxe (Австралия)

### Yunque
Китайская авиационная компания Guizhou Aircraft Industry Corporation (Yunque) выпускала второе поколение Subaru Rex с 1991 по 2005 год по лицензии под названием Yunque GHK 7060. Также существовали итерации GHK 7060A 'Free Wind' и GHK 7071A 'WOW', отличающиеся обвесами.

## Третье поколение
Третье поколение Subaru Rex (KG/KN) было представлено в ноябре 1986 года. Комплектация — Rex Combi с тремя или пятью дверями. Кодовые обозначения полноприводных версий — KG1 и KG2. В декабре того же года в модельный ряд был добавлен седан, предназначенный для частного использования. Пассажирская версия, называвшаяся «Rex», первоначально поставлялась только с пятью дверями. Кодовые обозначения — KN1 (AWD) или KN2 (4WD). Автомобиль оснащался двухклапанным двигателем SOHC мощностью 22 кВт (30 л. с.) или же трёхклапанным двигателем (два впускных клапана и один выпускной клапан) мощностью 26 кВт (36 л. с.). Коробка передач — двухступенчатая автоматическая. Также имелась система полного привода с частичной занятостью. Полноприводный автомобиль «Twin Viscous» с дифференциалом повышенного трения для заднего моста был запущен в производство в феврале 1987 года. Полноприводные версии получили более мощный трёхклапанный двигатель. В июне 1987 года была добавлена бесступенчатая трансмиссия с электронным управлением, получившая название ECVT. Она заменила двухступенчатую автоматическую трансмиссию.
В марте 1988 года в моторную гамму Subaru Rex был добавлен двигатель с электронным впрыском топлива, нагнетателем и интеркулером. Мощность составила 40 кВт (54 л. с.). В мае того же года в модельный ряд была добавлена модель с брезентовой крышей с электроприводом.
В июне 1989 года был проведён рестайлинг. Двигатель EK был заменён четырёхцилиндровым двигателем EN05 «Clover 4» объёмом 550 см3. Мощность атмосферного двигателя составила 28 кВт (37 л. с.), а наддувного — 45 кВт (61 л. с.). Версии с атмосферными двигателями имеют фары в форме «кошачьего глаза» и изменённую форму капота, в то время как версии с наддувными двигателями имеют прямоугольные фары. Версии KH1/2 Rex (KP1/2 Rex Combi) имели бесступенчатую трансмиссию и полноприводную компоновку. С июля 1989 года автомобили поставлялись на экспортные рынки под названиями M70 (в Европе), Sherpa (в Австралии), M80 (в Европе), Ace (в Новая Зеландии) и Fiori (в Австралии).  
В марте 1990 года автомобили Subaru Rex третьего поколения прошли второй рестайлинг. Автомобили оснащались двигателем EN07 объёмом 660 см3. На австралийском рынке автомобили начали продаваться в августе 1990 года, а в Европе (Mini Jumbo, M80) — к началу 1991 года. Кодовые обозначения — KH3 (седан с переднеприводной компоновкой), KH4 (седан с полноприводной компоновкой), KP3 (фургон с переднеприводной компоновкой) и KP4 (фургон с полноприводной компоновкой).  
Европейские версии Subaru Rex, получившие название Fiori, оснащались карбюраторным четырёхцилиндровым двигателем EN08 объёмом 758 см3, мощностью 31 кВт (42 л. с.). Коробка передач — пятиступенчатая механическая или четырёхступенчатая автоматическая. Максимальная скорость составляла 125 км/ч с АКПП и 130 км/ч с МКПП. На некоторых рынках Юго-Восточной Азии автомобили Subaru Rex продавались под названием Viki.  

В марте 1992 года автомобили Subaru Rex были сняты с производства. Всего было выпущено 1 902 811 моделей.  
- 1988 Subaru M70 Super Deluxe
- Subaru Rex VX Supercharger (KH3)
- Subaru Ace (Новая Зеландия)